# Чечулина (деревня)
Чечулина — деревня в Каменском районе Свердловской области России. Входит в Каменский муниципальный округ.
Ранее входила в состав Клевакинского сельсовета Каменского района.

## География

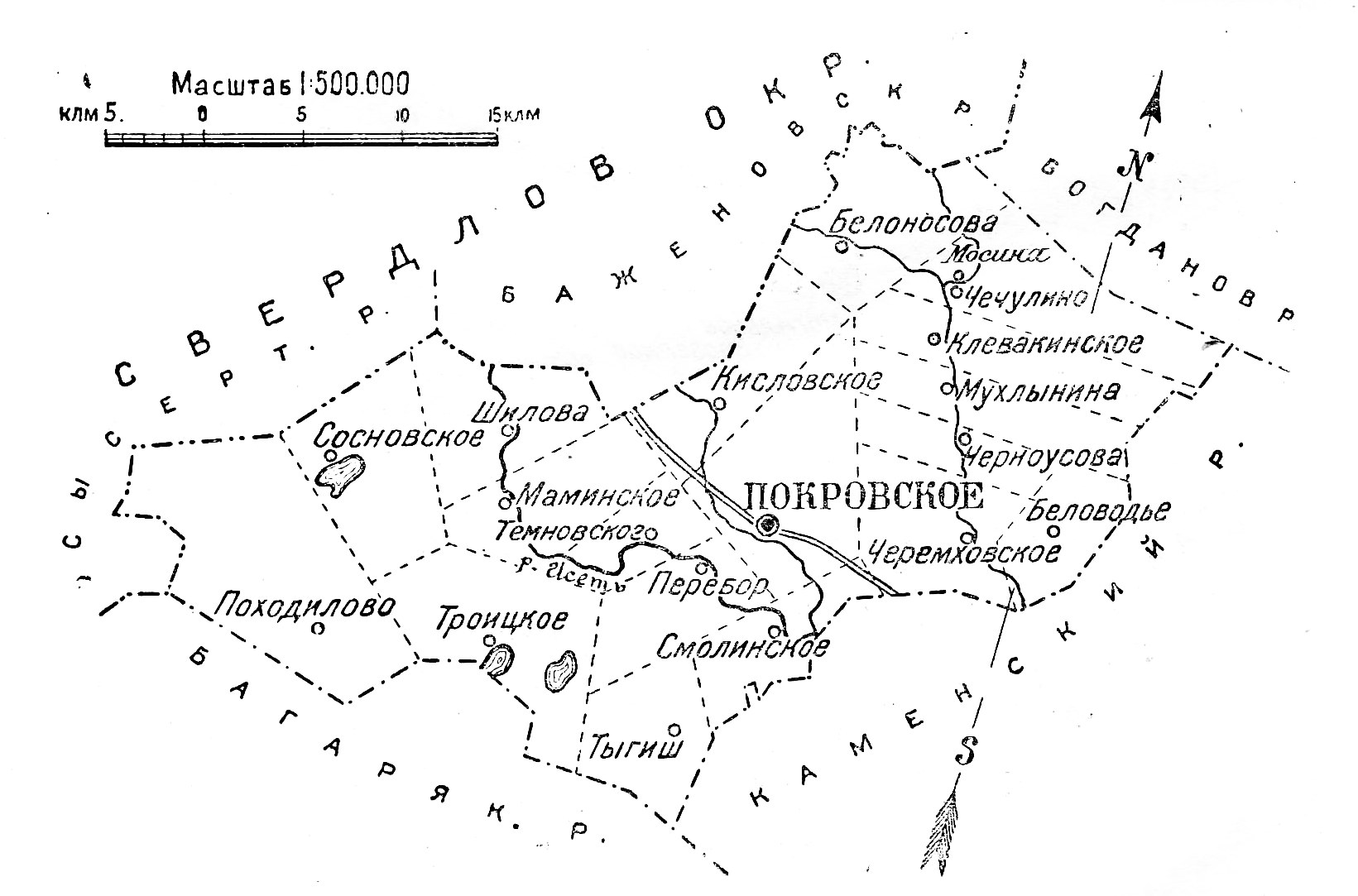
Чечулино на схеме Покровского района; 1928 год

Деревня Чечулина расположена в 24 километрах (по автодорогам в 30 километрах) к северо-северо-западу от города Каменска-Уральского, на левом берегу реки Каменки (левого притока Исети). На противоположном берегу Каменки находится соседняя деревня Мосина, а чуть выше по течению реки — деревня Бубнова, тоже расположенная на левом берегу. 

## Преображенская церковь
В 1914 году была построена деревянная однопрестольная церковь. В том же году храм был освящён в честь Преображения Господня. Церковь была закрыта в 1930-е годы.

## Население
| 2002 | 2010 | 2021 |
| ---- | ---- | ---- |
| 104  | ↘88  | ↘47  |

Структура
По данным Всероссийской переписи населения 2002 года, национальный состав деревни Чечулиной следующий: русские — 87 %, башкиры — 8 %, татары — 5 %. По данным переписи населения 2010 года, в деревне проживали 88 человек — 38 мужчин и 50 женщин.